# 庫拉西鯡
庫拉西鯡為輻鰭魚綱鲱形目鲱科的其中一種，分布於裏海地區亞塞拜然的庫拉河流域，體長可達19公分，棲息在淡水及半鹹水水域，為洄游性魚類，屬肉食性，可做為食用魚。

## 擴展閱讀
維基物種上的相關：庫拉西鯡